# Resorte
Resorte (spanisch für „Triebfeder“) ist eine mexikanische Nu-Metal-/Rap-Metal-Band.

## Geschichte
Der Band aus Ciudad Satélite gelang es nach ihrer Gründung 1995 rasch, sich mit ihren schweren, basslastigen Rhythmen und direkten Liedtexten eine Fanbasis zu erarbeiten. Nachdem ihr unabhängig gedrehtes Video zu América, ihrer Debütsingle, auch auf MTV gespielt wurde, konnte die Band den Living-Colour-Gitarristen Vernon Reid als Produzenten ihres ersten Albums engagieren, das den Titel República de ciegos (zu deutsch: Republik der Blinden, 1997) erhielt. Sowohl die erste Single als auch der Longplayer, gekennzeichnet durch schwere Gitarrenriffs und politisch aufgeladene Songtexte, schlossen an die Erfolge ihrer frühen Liveauftritte direkt an, weitere Auftritte in mehreren Ländern Lateinamerikas mit Gruppen wie Green Day folgten.
Mit Jason Roberts als Produzent und einem neuen Bassisten erarbeiteten sie 1999 in Los Angeles ihr zweites Album, XL. Roberts Nach dessen Veröffentlichung ging die Gruppe auf Tour durch Mexiko, die USA und weitere Städte in Lateinamerika, während Caliente, eine Auskopplung, die MTV Latino’s Top 20 erreichte. Später spielten sie als Support für US-Bands wie Limp Bizkit bei ihren Besuchen in Mexiko. 2000 veröffentlichten sie Versión 3.0, eine B-Seiten-EP.
Nach Wechseln in der Besetzung und des Labels veröffentlichte die Band 2002 vorläufig letztes Studioalbum, rebota (F=kx), das in North Hollywood erneut von Jason Roberts aufgenommen wurde. Ab 2010 gab die Band mehrere Konzerte in verschiedenen Bundesstaaten Mexikos. Am 1. September 2014 veröffentlichten sie online eine neue Single mit dem Titel „Re_conecta2“.
2017 verließ Tavo, eines der Gründungsmitglieder, die Band und gründet sein Soloprojekt mit dem Namen T.R.E.S. Resorte rekrutiert Tetes und Tore von Here Comes the Kraken als provisorische Musiker, nach einem Jahr kamen als offizielle Mitglieder Chopper von Evil Entourage an der Gitarre und später Andrei Pulver von Lack of Remorse als Sänger hinzu.
Im Jahr 2018 beteiligt sich die Band am Soundtrack des Dokumentarfilms Chivas: La Película des mexikanischen Fußballvereins Deportivo Guadalajara mit dem Song „Rayas y mil batallas“.
Am 1. Mai 2020 starb Gustavo Limogni (alias Tavo Resorte), Gründer und ehemaliger Gitarrist der Band, im Alter von 52 Jahren an einem Herzinfarkt im Schlaf. Im Anschluss daran veröffentlichte die Band am 5. Juni 2020 in Form einer öffentlichen Hommage eine am 28. Januar 2017 aufgenommene DVD, die in der inzwischen nicht mehr existierenden Bar „Caradura“ in Mexiko-Stadt aufgenommen wurde.
Auf ihren letzten Konzerten hat die Band die zwei neue Songs "Zombie" und "Vienen Por Ti" von einem noch nicht veröffentlichtem Album (Zombie) gespielt.

## Diskografie
- 1997: República de ciegos (Album, auch in der Serie Los clásicos del rock en español erschienen)
- 1999: XL (Album)
- 2000: Versión 3.0 (EP)
- 2002: rebota (F=kx) (Album)
- 2020: Zombie (Album)